# Ctenisis raffrayi
Ctenisis raffrayi är en skalbaggsart som beskrevs av Thomas Casey 1894. Ctenisis raffrayi ingår i släktet Ctenisis och familjen kortvingar. Inga underarter finns listade i Catalogue of Life.